# Liracraea epentroma
Liracraea epentroma é uma espécie de gastrópode do gênero Liracraea, pertencente a família Mangeliidae.